# Dirt: Showdown
Dirt: Showdown (estilitzat com a DiRT: Showdown) és un videojoc de curses publicat i desenvolupat per Codemasters per a Microsoft Windows, OS X, Xbox 360, PlayStation 3 i Linux. Va ser llançat el 25 de maig de 2012 a Europa i el 12 de juny a Amèrica del Nord. La versió OS X es va publicar el 4 de setembre de 2014 a Amèrica del Nord. Es va llançar el joc per a Linux el 17 d'agost de 2015. Forma part de la saga de jocs Colin McRae Rally. El joc també va ser llançat gratis a Xbox 360 com a part dels jocs Gold de Microsoft com a promoció de l'1 de gener de 2016 a 15 de gener de 2016.

## Jugabilitat
El jugador s'introdueix en una sèrie d'esdeveniments "Tour", oferint una sèrie de curses i tornejos per competir. Amb la victòria d'aquests esdeveniments s'obtenen diners com a premi pel jugador, que es poden gastar comprant cotxes nous o actualitzant-ne els existents, i obrir noves carreres. Després de completar amb èxit la final de la sèrie, es desbloqueja la següent dificultat, amb opositors més ràpids i carreres més llargues.

## Desenvolupament
El tràiler es va anunciar a YouTube l'11 de desembre de 2011. La banda sonora del tràiler va ser "Earthquake" de Labrinth.
El tràiler oficial de joc va ser llançat el 26 de gener de 2012, que va presentar la cançó "Mother of Girl" per Eighteen Nightmares al Lux. Aquesta cançó és també la pista principal del joc.

## Rebuda
El joc ha rebut crítiques mixtes, obtenint una puntuació mitjana de revisió del 72% a Metacritic.
GameSpy va escriure: "Dirt: Showdown ofereix un valor d'entreteniment a un alt preu de $50. Amb la seva física neuteritzada, zones limitades de conducció, multijugador pesat i opcions de carrera off-road disminuïdes, els aficionats a les carreres recreatius més exigents només haurien d'escriure aquest com un espot inesperat en el llançament de la saga de Codemaster Dirt."
PC Gamer va escriure: "Dirt: Showdown proporciona emocions mentre dura, però després us quedeu amb l'experiència més profunda dels seus pares".